# 武二吉
武二吉（越南语：／；1885年—？年），越南阮朝官員。

## 生平
武二吉是承天府富榮縣安寧總竹林社（今属承天順化省順化市）人，咸宜元年（1885年）出生。成泰十五年（1903年），參加承天場鄉試，考中舉人。任吏部行走。維新七年（1913年），會試中格，庭試考中三甲同進士出身。後任學部郎中。